# خمام
خُمام 
(به گیلکی: خۊمام)، شهری در استان گیلان و مرکز شهرستان خمام می‌باشد.
شهر خمام بر سر راه ارتباطی دو شهر بزرگ و توریستی استان گیلان یعنی رشت و بندر انزلی واقع شده‌است و به عبارتی مسیر بین‌المللی و ترانزیتی مرکز استان گیلان به سمت بزرگ‌ترین بندرِ شمالِ کشور یعنی بندرانزلی، از شهر خمام می‌گذرد و همین امر بزرگ‌راه رشت به خمام را طبق اعلام پلیس راه گیلان به عنوان دوّمین جادهٔ پرتردّد استان در سال ۱۳۹۴ معرّفی نموده‌است.
شهر خمام مرکز شهرستان خمام است که در تاریخ یازدهم آبان ۱۳۹۹ طبق مصوّبه هیئت وزیران از بخش به شهرستان ارتقا یافت و از شهرستان رشت جدا گردید. خمام نزدیک‌ترین شهر به مرکز استان گیلان، رشت است. فاصلهٔ شهر خمام تا شهر رشت ۷ کیلومتر و تا شهر بندرانزلی ۱۳ کیلومتر می‌باشد. خمام در شمال از طریق ساحل جفرود بالا (به طول ۱/۵ کیلومتر) به دریای كاسپين متصل است و شهری مرزنشین محسوب می‌شود. خمام در غرب از طریق روستای دهنه‌سر شیجان و روستای جیرسرباقرخاله توسط رودخانه به شرق تالاب انزلی متّصل می‌شود. تعداد ۷ روستا از روستاهای حومهٔ خمام جزئی از منطقهٔ آزاد انزلی به‌شمار می‌روند.

## جمعیت
براساس سرشماری سال ۱۳۹۵ جمعیت شهر خمام ۲۰٬۸۹۷ نفر
و جمعیت شهرستان خمام ۵۴٬۸۶۰ نفر است.
این آمارها در حالی از درگاه ملی مرکز آمار ایران اعلام شده‌است که ریاست ادارهٔ ثبت احوال خمام طی یک مصاحبهٔ خبری در سال ۹۳ عنوان کرده بود: جمعیت شهرستان خمام در سال ۱۳۹۳ نسبت به سالیان گذشته رشد چشمگیری داشته و به ۶۶٬۲۳۶ نفر رسیده‌است. همچنین لازم است ذکر شود بر اساس سرشماری عمومی نفوس و مسکن سال ۱۳۹۵، شهر خمام در بین ۵۲ شهر استان گیلان یازدهمین شهر پرجمعیت استان محسوب می‌شود و این میزان جمعیت شهرنشین، از جمعیت تعدادی از مراکز شهرستان‌های استان گیلان از قبیل رودبار، شفت، رضوانشهر، ماسال و سیاهکل بیشتر است.
رشد جمعیت شهر خمام در هفتاد سال اخیر
با نگاهی گذرا در سرشماری‌های هفت دههٔ اخیر شهر خمام، می‌توان به این نتیجه رسید که میزان جمعیت در شهر خمام، رشد ۱۰ برابر داشته‌است. در اوّلین سرشماری در سال ۱۳۲۵ هجری شمسی، جمعیت این شهر ۲٬۵۱۳ نفر بود، در سال ۱۳۴۵ جمعیت شهر به ۳٬۰۶۷ نفر رسید، در سال ۱۳۵۵ به ۴٬۰۱۴ نفر، در سال ۱۳۶۵ به ۷٬۸۱۴ نفر، در سال ۱۳۷۶ به ۸٬۵۵۸ نفر، در سال ۱۳۸۵ به ۱۳٬۲۸۰ نفر و در سال ۱۳۹۰ جمعیت شهر خمام به ۱۷٬۱۰۶ نفر رسید که البته طبق برآورد جمعیتی، اکنون جمعیت شهر خمام بیش از ۲۵٬۰۰۰ نفر است.

## مردم و زبان
مردم خمام نیز مانند دیگر نقاط گیلان گیلک هستند، و به زبان گیلکی با گویش بیه پسی با لهجهٔ خمامی صحبت می‌کنند.

## وجه تسمیهٔ خمام
از آنجایی که قدمت خمام به بیش از ۱۰۰۰ سال می‌رسد گفتن نام دقیق آن در قدیم ممکن نیست امّا از قدیم دلایل متعددی برای وجه تسمیه خمام وجود داشته که عبارتند از:
1. بعضی‌ها معتقد بودند که در قدیم در این منطقه در هر خانه‌ای برای نگهداری آب شربِ مورد استفاده، آن را داخل خُم‌هایی نگه می‌داشتند به‌طوری‌که در اکثر خانه‌ها این خم‌ها وجود داشتند، به دلیل وجود خُم‌ها این منطقه به خُمآب و به مرور زمان به خمام تغییر نام پیدا کرد.
2. به روایتی از نسل‌های گذشته ساکن خمام، در خمام قدیم خم بسیار بزرگی در مرکز خمام قرار داشت که به خم عام (محل نوشیدن آب برای عموم) معروف بود و چون خمام راه ارتباطی مرکز استان با دریای خزر و همچنین شرق گیلان و غرب گیلان به دریا بود در این مکان خم بزرگ عمومی به نام خم عام برای استفادهٔ عموم مردم و مسافرین و رهگذران بنا گردید که به مرور زمان «خم عام» به «خمام» تغییر یافت. (س. ه)
3. این منطقه در قدیم به شهر خوبان معروف بود ولی به مرور زمان خوبان به خمام تغییر نام داد.
4. بعضی بر این اعتقاد هستند که خمام در ابتدا «خۊ مام» بوده‌است که در زبان گیلکی به معنی «سرزمین من» می‌باشد.[۶]

## تقسیمات کشوری
شهرستان خمام دارای ۲ بخش است که بخش مرکزی به مرکزیت شهرخمام و بخش چوکام به مرکزیت شهر چوکام بوده و هر کدام از بخش‌ها شامل دو دهستان هستند.
- بخش مرکزی شهرستان خمام
  - دهستان چاپارخانه
  - دهستان کته‌سر خمام

شهر: خمام
- بخش چوکام
  - دهستان اشکیک
  - دهستان فرشکی

شهر: چوکام
شهرستان خمام مجموعاً دارای ۴۴ روستا است.
روستاهای شهرستان خمام:
(الف).دهستان چاپارخانه: این دهستان دارای ۱۷ روستا به شرح زیر است و مرکز آن روستای چاپارخانه می‌باشد.

شیجان، توکسر شیجان، دهنه‌سر شیجان، راسته‌کنار شیجان، میان‌محله شیجان، تازه آباد صدر، جفرود بالا، چاپارخانه، گوراب‌جیر، زرنگ‌محله، زیرده، غلامرضاباغ، فتاتو، فشتکه، پشتسان گوراب‌جیر
(ب).دهستان کته‌سر خمام: این دهستان دارای ۱۳ روستا به شرح زیر است و مرکز آن روستای کته‌سر می‌باشد.

کته‌سر، کلاچاه، لات، اسماعیل‌آباد، اشمنان‌طالم، برمچه بالامحل، برمچه پایین محل، تیسیه، دافچاه، کلاچاه، کویشا، مشکاپشت، مرزدشت
(پ).دهستان اشکیک: این دهستان ۵ روستا دارد.

اشکیک، مصردشت، خاچکین، تازه‌آباد خاچکین، بلسکله
(ت). دهستان فرشکی: این دهستان ۷ روستا دارد.

جیرسرباقرخاله، جیرسرچوکام، فرشکی چوکام، لَـلِه‌کا، میانکل، بیج، بیجرودکل

## جغرافیا و طبیعت خمام

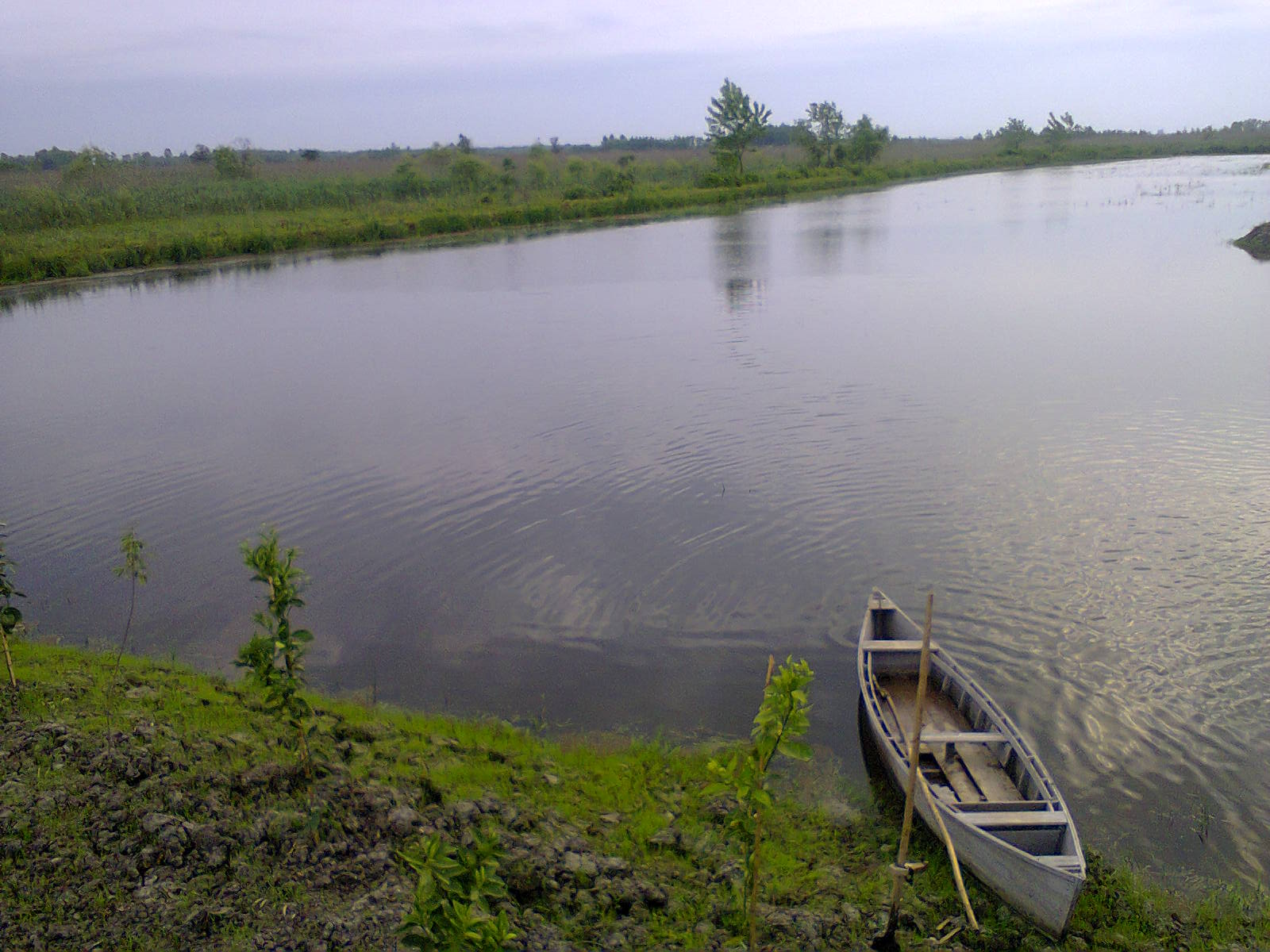
مرداب دهنه‌سر شیجان

خمام در طول جغرافیایی ۴۹ درجه و ۳۹ دقیقه و عرض جغرافیایی ۳۷ درجه و ۲۳ دقیقه واقع شده‌است و ارتفاع آن از سطح دریا منهای ۱۷ متر می‌باشد. خمام از شمال به شهرستان انزلی، از شمال شرق به دریای کاسپین، از جنوب به شهرستان رشت، از غرب به تالاب انزلی، از شرق به بخش خشکبیجار شهرستان رشت، و از جنوب شرقی به بخش کوچصفهان شهرستان رشت محدود شده‌است. خمام در ناحیه‌ای کاملاً جلگه‌ای در کرانهٔ ساحلی دریای کاسپین و ساحل شرقی تالاب انزلی واقع شده و دارای آب‌وهوای معتدل مرطوب می‌باشد. بخشی از محیط‌زیست طبیعی خمام را دریا (۱٫۵ کیلومتر نوار ساحلی) و بخش مهم دیگر را بوم‌سازگانِ ارزشمند تالاب انزلی تشکیل می‌دهد. جنگل فتاتو یکی از بکرترین جنگل‌های کنارهٔ دریای خزر است که در فتاتوی خمام واقع شده‌است، مرداب دهنه سر و مرداب جیرسرباقرخاله چوکام (هر دو متصل به تالاب انزلی) از زیستگاه‌های طبیعی پرندگان، جانوران آبزی و ماهیان در خمام هستند. همچنین چراگاه طبیعی چوکام (قرُق جیرسرباقرخاله) به عنوان یکی از بزرگ‌ترین چراگاه‌های چهارپایان ناحیهٔ جلگه‌ای استان در خمام وجود دارد دافچاه دهکدهٔ سبزی که در مرکزیتِ خمام، خشکبیجار، کوچصفهان قرار دارد و به دلیل قدمت بسیار بالا این روستا مکان مناسبی برای سرمایه‌گذاری‌های ایرانیان از خارج از استان گیلان شده‌است.

## تاریخ خمام
خمام بر سر راه رشت به انزلی در شمال خاوری رشت و جنوب باختری انزلی قرار دارد. تا پیش از آنکه رشت در قسمت‌هایی از حومه‌های پیرامون خود گسترش پیدا کند فاصله‌اش از این شهر ۱۳ کیلومتر و از بندرانزلی ۲۰ کیلومتر محاسبه می‌گردید.
تا سال ۱۳۷۴ شهر خشکبیجار نیز زیرمجموعه بخش خمام بوده که به نام «بخش خمام و خشکبیجار» اداره می‌شده‌است. در سال ۱۳۷۴ بخش خشکبیجار به مرکزیت شهر خشکبیجار و با دو دهستان نوشر و حاجی بکنده تصویب و از بخش خمام جدا گردید.
رودخانهٔ خمام که سابقاً پرآب‌تر و وسیع‌تر بوده، با اتصال به راه‌های آبیِ رودخانه‌ای به گسکر راه داشته و محل لنگرگاه بزرگ کشتی‌های بادبانی بوده‌است. از تاریخ ۴ ذیقعده ۱۲۷۱ خورشیدی در سال‌های پایانی حکومت ناصرالدین شاه که قرارداد شرکتی ایرانی و روسی برای دایر کردن راه ارّابه رو از انزلی به رشت بسته شد، رفت و آمد مأموران روس در این منطقه روزبه‌روز افزایش یافت و به سبب موقعیت خمام بود که در اینجا راهدارخانه‌ای که روس‌ها به آن زاستاو می‌گفتند برپا گردید.
لازم به ذکر است که شهر خمام در دوران نهضت جنگل و جمهوری گیلان از آنچه که در نوشته‌ها و تاریخ آمده، از آن به عنوان یک شهر نظامی یاد شده‌است و این شهر استراحتگاه لشکریان جنگل و شاهد جنگ‌های بسیاری در آن زمان بوده‌است.
به گواهی تاریخ جنگی به نام جنگ شاندرمن و خمام که همزمان باهم به وقوع پیوست، از اردیبهشت تا آخر مرداد سال ۱۲۹۵ شمسی یعنی حدود سه ماه ادامه یافت.
در سی‌ام مرداد سال ۱۲۹۹ قوای دولت بر اثر ضعف جبهه‌ها کم‌کم به رشت نزدیک شد چون نیروی سرخ ایستادگی جدی نمی‌کرد شهر را تخلیه و به سمت شهر خمام عقب نشست و قوای دولت به مجرد ورود به رشت، سمت خمام پیشروی نمود، لیکن این پیشروی فوری را از نظر فنون نظامی می‌باید عملی خلاف احتیاط نامید، زیرا بر اثر عکس‌العمل شدید انقلابیون مجبور به عقب‌نشینی شدند و حتی از شهر رشت خارج گردیدند، در این ماجرا دو گلوله توپ به شهر رشت اصابت کرد اما دو مرتبه حمله آغاز شد و رشت به تصرف قوای دولت درآمد
پیشروی قوای دولت تا شهر خمام با موفقیت به انجام رسید و بدین سبب صدای توپ و مسلسل طرفین از همه جا شنیده می‌شد.
در تاریخ خمام، رفت‌وآمدهایی که در آن صورت می‌گرفت عامل بزرگ راه یافتن فرهنگ به این دیار بود بدین صورت که ابتدا با ایجاد مکتب‌خانه‌ها در خمام و روستاهای پیرامون آن مانند دافچاه که شاید تا هفتاد و چند سال پیش مکتب‌خانهای در آن دایر بوده و سپس تبدیل به مدرسه شده‌است.
و خواننده معروف (حمید صفت )در خمام به دنیا آمده
نخستین مدرسه‌ای که در خمام تأسیس شد مدرسهٔ اتفاق بود که در سال ۱۳۱۲ دایر گردید. این مدرسه در یک کلاس و در خانهٔ حاجی محمد تقی جنت مکان تشکیل شد و با مدیریت آقای مهدی ایرانپور اصلی و دو معلم که هر یک عهده‌دار تدریس در دو کلاس بودند به صورت ۴ کلاسه کار می‌کرد. ورود دختران به مدرسه به سبب برخورداری مردم منطقه از بینش درست با هیچ نوع مخالفتی روبه‌رو نشد و بدین ترتیب بعد از ۲ یا ۳ سال دختران هم در همان مدرسه به تحصیل پرداختند و تعداد دانش‌آموزان در این موقع به ۱۰۰ نفر رسیده بود. بارها مکان مدرسه در خیابان‌های بوعلی و فرهنگ جابه‌جا گردید و زمانی هم آن را به زاستاو یا راهدارخانه‌ای که در محلی به «ساختمان» معروف شده بود انتقال دادند.
در سال ۱۳۲۳ مدرسهٔ اتفاق به نام دبستان مولوی در دو نوبت صبح و عصر برای پسران به کار ادامه داد و به صورت مدرسه‌ای ۶کلاسه درآمد. دبستان دخترانه‌ای هم به نام مهستی در زمانی که آقای فریدون فرحبد ریاست فرهنگ خمام را داشت تأسیس شده بود که پس از پیروزی انقلاب اسلامی ایران در سال ۱۳۵۸ نام آن به «شهید صادقی» برگردانده شد که امروزه در ۲ نوبت با حدود ۴۰۰ دانش آموز فعالیت آن ادامه دارد. سال ۱۳۳۱ این منطقه شاهد باز شدن کلاس اول دبیرستان بود که امروزه نیز با کامل‌تر شدن دبیرستان مورداستفادهٔ دانش‌آموزان قرار دارد.

## خمام اولین بخش سبز استان
روز سه‌شنبه ۲۷ مرداد ۱۳۹۴ خورشیدی، خمام که در آن زمان هنوز از بخش به شهرستان ارتقاء نیافته بود و یکی از بخش‌های تابعهٔ شهرستان رشت محسوب می‌شد به عنوان اولین بخش سبز استان گیلان تبدیل شد.
با تلاش و پیگیری مستمر بخشدار وقت خمام (حسین ذاکر استقامتی) بعد از سال‌ها انتظار، تدوین سند توسعهٔ خمام انجام پذیرفت و مقرر گردید احداث شهرک صنعتی خمام در یکی از مراتع حومه خمام پیگیری شود. همچنین در شورای معاونین دانشگاه علوم پزشکی گیلان ساخت و احداث پلی‌کلینیک فوق تخصصی خمام و دهکدهٔ سلامت با اختصاص ۱۰ دستگاه دیالیز به خمام مصوب گردید.

## اماکن دیدنی و تاریخی خمام

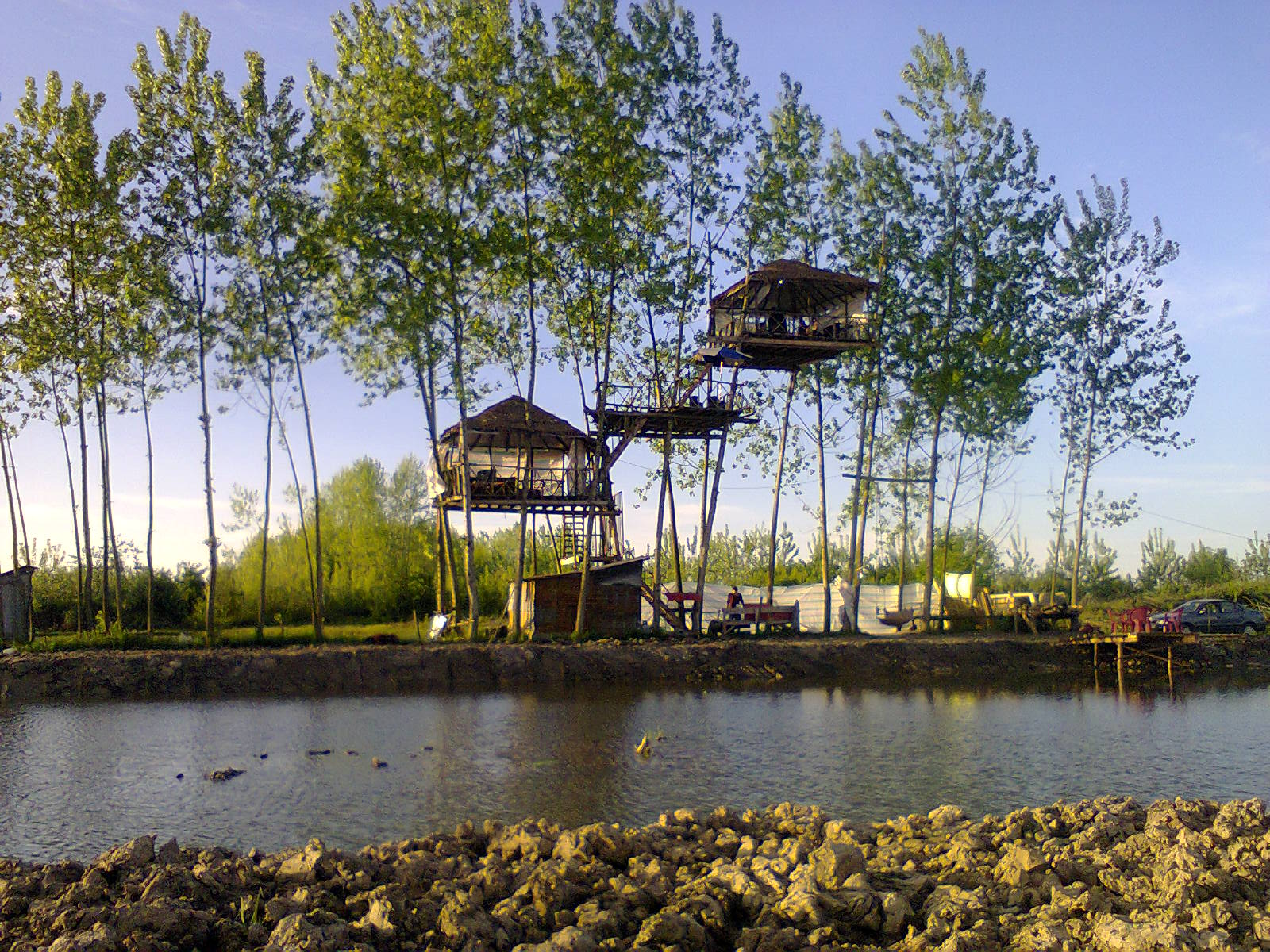
آلاچیق درختی دهنه‌سر شیجان

| ردیف | نام مکان                      | نوع مکان                    | توضیح |
| ---- | ----------------------------- | --------------------------- | --- |
| ۱    | مرداب دهنه‌سر شیجان            | طبیعی                       | مرداب دهنه سر متصل به تالاب بین‌المللی انزلی است. این تالاب سواحلی پوشیده از نیزار و گل‌های دریایی رنگارنگ و نیلوفر دارد و قایقرانی، شکار، ماهیگیری و گردش با قایق از تفریحات رایج در آن است. در زمستان‌ها هزاران پرنده دریایی بخصوص قوهای زیبا به این محل مهاجرت می‌کنند. انواع ماهیان و گیاهان در مرداب وجود دارند                                                                                    |
| ۲    | ساحل تفریحات دریایی جفرودبالا | طبیعی - تفریحی              | ساحل جفرودبالا به طول ۱٫۵ کیلومتر، نوار ساحلی خمام است که در مجاورت منطقه آزاد انزلی قرار دارد. |
| ۳    | عمارت و باغ تاریخی چوکام      | تاریخی                      | این عمارت در هستهٔ مرکزی بافت روستای چوکام از توابع خمام قرار دارد. مجموعه متعلق به ناصرالملک، نایت السلطنهٔ احمدشاه قاجار بوده و وی آن را به فرزندش حسین علی خان قراگوزلو واگذار کرد. این مکان تفرج گاه وی در فصول مختلف سال بوده‌است. عمارت قدیمی باغ از جمله آثار به جا مانده از دورهٔ قاجار و پهلوی است. بنای آن در دو طبقه ساخته شده و ایوان زیبای آن مزین به ستون‌ها، سرستون‌ها و نرده‌های چوبی است. |
| ۴    | آلاچیق درختی دهنه‌سر شیجان     | تفریحی                      | آلاچیق‌های ساخته شده روی درختان بلند در نزدیکی مرداب دهنه‌سر شیجان یکی از اماکن گردشگری خمام است که گردشگران زیادی را از سایر شهرهای استان گیلان به این مکان دیدنی جذب می‌کند. |
| ۵    | تندیس دکتر چمساز              | دیدنی                       | مجسمه‌ای سنگی از تندیس پزشک کهن‌سال و خیر شهر خمام که با کمک به بیماران و مستمندان، تبدیل به اسطوره اخلاق و انسانیت در خمام و گیلان شد، بر روی سکویی در ورودی خیابان تختی خمام مقابل منزل دکتر ساخته شده‌است که مورد بازدید عموم قرار می‌گیرد. |
| ۶    | مسجد و بقعه امامزاده حسن (ع)  | زیارتی - تاریخی             | بقعه واقع در شهر خمام به گفته اهالی و مطابق آنچه در شجره نامه موجود آمده‌است آقا سید حسن از پسران امام موسی کاظم (ع) می‌باشد. بنای قدیمی این بقعه را تخریب و به جای آن ساختمان جدید و مجللی ساخته‌اند. این ساختمان شامل بقعه و مسجد بزرگ شهر در ۲ طبقه‌است. |
| ۷    | قصر بازی                      | بازی و تفریحی               | بزرگ‌ترین شهربازی سرپوشیده در استان گیلان با امکانات رفاهی و بازی بولینگ برای تمامی سنین |
| ۸    | مرکز اکوتوریسم جیرسرباقرخاله  | پارک ملی حفاظت شده حیات وحش | این پناهگاه حیات وحش و پرندگان مشرف به تالاب انزلی بوده و برای تماشای عموم آزاد است. انواع لک لک، حواسیل، مرغابی و گاومیش در این زیستگاه جانوری دیده می‌شوند. |
| ۹    | پارک سردارجنگل                | پارک جنگلی - تفریحی         | پارک جنگلی سردار جنگل خمام با داشتن انواع لوازم ورزشی و فضای آرام‌ودلنشین‌عمومامیزبان‌مسافران‌واهالی‌خمام‌است |

چشم‌انداز

## مسکن مهر خمام
خمام، به دلیل آماده شدن سریع مسکن مهر، دارای رتبهٔ نخست در کشور است که باعث قدردانی وزیر کشور از استاندار وقت (مهندس محسن قهرمانی چابک) شد، همچنین خمام تنها شهرستان استان گیلان است که در آن دو فاز جداگانهٔ مسکن مهر وجود دارد. لازم است ذکر شود که فاز دوّم مسکن مهر خمام با حضور رئیس‌جمهور وقت یعنی دکتر محمود احمدی‌نژاد و با سخنرانی ایشان در محوطهٔ ورودی مسکن مهر شهرستان خمام افتتاح شد. به یادبود حضور رئیس‌جمهور در مسکن مهر خمام، سنگ نوشته‌ای با ذکر تاریخ و توضیحات بر روی یک سکّو در فضای سبز ورودی شهرک، جانمایی گردید.

## ورزش خمام
خمام در عرصهٔ ورزش استان و کشور همواره فعال بوده و قهرمانان و ملی‌پوشان زیادی را چه در گروه مردان و چه در گروه بانوان تحویل تیم‌های ملّی کشور داده‌است، فوتبال، فوتسال، والیبال، بسکتبال، کاراته، تکواندو، کونگ‌فو، کشتی، کیک بوکسینگ، جودو، بوکس و شطرنج از ورزش‌های فعال همیشگی در شهر خمام بوده و در پنج سال اخیر ورزش‌های قایقرانی، شنا، هندبال و سپاک تاکرا نیز در خمام شروع به آموزش آکادمیک ورزشکاران این رشته‌ها کردند.
ورزشکاران خمام در المپیک
علی بحری ملّی‌پوش بوکس ایران و قهرمان آسیا که در المپیک ۱۹۷۶ مونترال حضور داشت، یکی از اسطوره‌های ورزش خمام در سال‌های پیش از انقلاب بود، مرحوم علی بحری در سال ۱۳۵۷ بر اثر تصادف درگذشت. در سال‌های اول انقلاب، به درخواست مردم ورزش‌دوست و ورزشکاران، استادیوم ورزشی و زمین فوتبال خمام به پاس افتخارآفرینی‌های بحری به نام این قهرمان خمامی نامگذاری شد.

## فوتبال خمام
فوتبال در شهر خمام از سالیان دور فعالیت باشگاهی خود را آغاز کرده، همواره بازیکن‌ساز بوده و بازیکنان مطرح زیادی را به باشگاه‌های فوتبال رشت و انزلی معرفی کرده‌است، در سال ۱۳۵۴ پروانهٔ باشگاه فوتبال پپسی به عنوان اولین باشگاه رسمی فوتبال در شهر خمام ثبت شد.
محمدحسن پوربهلول، سیّدرضی مؤدّب پور، سعید مصفا خمامی، سیروس دهدار و علیرضا نوری نام‌آوران فوتبال خمام، در سال‌های آغازین انقلاب، عمر فوتبالی خود را در باشگاه فوتبال سپیدرود رشت و ملوان بندرانزلی سپری کردند و با بازی‌های درخشان خود، خاطرات شیرینی در ذهن هواداران سپیدرود و ملوان به جا گذاشتند. «فرهاد نجاتی» نیز یکی از بزرگان فوتبال خمام بود که با پایان دوران بازیگری به جرگهٔ مربیان پیوست و در سنین میان‌سالی بر اثر بیماری درگذشت.

## مشاهیر فوتبال خمام درلیگ برتر فوتبالایران
سیامک عاشوری (ملوان - استقلال رشت - سپاهان - پیکان)
مرتضی ابراهیمی (استقلال رشت - پگاه گیلان - استقلال تهران - مس کرمان - سایپا - داماش گیلان)
رسول میرطرقی (ملوان - استقلال اهواز - پگاه - مس کرمان - نفت آبادان - شهرداری اراک)
علی عشوری زاد (ملوان - پگاه - سایپا - استیل آذین - داماش)
هادی سهرابی (پگاه - داماش - مس کرمان)
محسن فروزان (پگاه - ملوان - گسترش فولاد تبریز - تراکتورسازی - گسترش فولاد تبریز - استقلال تهران - سیاه جامگان مشهد - راه‌آهن تهران - تراکتورسازی)
مهدی رحیم زاده (ملوان - گسترش فولاد - داماش)
احسان عبدی (ملوان - نساجی مازندران - آلومینیوم هرمزگان - نفت مسجدسلیمان - مس کرمان - صنعت نفت آبادان)
محمدهادی یعقوبی «حسام» (ملوان - گهردورود - ملوان - پیکان تهران)
محمد دادرسی (داماش گیلان - سپیدرود رشت)
همچنین در لیگ یک فوتبال ایران و نیز در لیگ برتر ردهٔ سنی امیدها، بازیکنانی از این شهر در مسابقات شرکت داشتند که اسامی آن‌ها به‌شرح زیر است:
سیدهادی موسوی (شیرین فراز کرمانشاه - سپیدرود رشت - چوکا)
افشین عشوری زاد (سپیدرود رشت)
مجید فارسی خمامی (نساجی قائمشهر)
وحید رفاهتی (ملوان بندرانزلی)
حافظ یعقوبی (داماش گیلان)
سامان حقگو (پگاه گیلان - سپاهان اصفهان - شهرداری هشتگرد - ملوان بندرکیاشهر)
سامان رفیعی (سپیدرود رشت)
بانوان ملی پوش خمام
سارا قمی بانوی فوتبالیست ملّی پوش خمامی که در تیم بانوان ملوان بندرانزلی پنج دوره به عنوان بهترین گل‌زن لیگ برتر بانوان کشور دست یافت. سارا قمی هم‌اکنون به تیم بانوان مس کرمان پیوسته‌است.
سوگند حق‌پرست بانوی والیبالیست خمامی عضو تیم ملی والیبال بانوان ایران.

## تولید و صنعت در خمام
- کارخانهٔ چینی‌سازی پارس به‌عنوان قدیمی‌ترین کارخانهٔ چینی‌سازی کشور در سال ۱۳۴۷ در شهرستان خمام آغاز به کار کرده و تاکنون مشغول فعالیت و تولید است.
- کارخانهٔ رنگ‌سازی پارس سیمین معتبرترین برند در صنعت رنگ‌سازی کشور و خاورمیانه در شهر خمام واقع شده‌است.
- شرکت پرسی ایران گاز تولیدکنندهٔ نام‌آشنای کپسول‌های گاز از دیرباز در شهرستان خمام مشغول به تولید و فعالیت است.
- بازار الگویی ماهی‌فروشان استان گیلان، بزرگ‌ترین بازار سرپوشیدهٔ فروش ماهی و آبزیان خوراکی در شهرستان خمام واقع شده‌است.
- سیتادیوم مجتمع تجاری و تفریحی سیتادیوم
- لاسکو اسپورت تولیدکنندهٔ پوشاکِ ورزشی از تولیدکنندگان نام‌آشنای استان و کشور در شهر خمام مشغول به فعالیت است.